# Kwigaran
Kwigaran is een bestuurslaag in het regentschap Pekalongan van de provincie Midden-Java, Indonesië. Kwigaran telt 1652 inwoners (volkstelling 2010).